# Station Dawlish Warren
Dawlish Warren is een spoorwegstation van National Rail in Dawlish Warren, Teignbridge in Engeland. Het station is eigendom van Network Rail en wordt beheerd door Great Western Railway. 

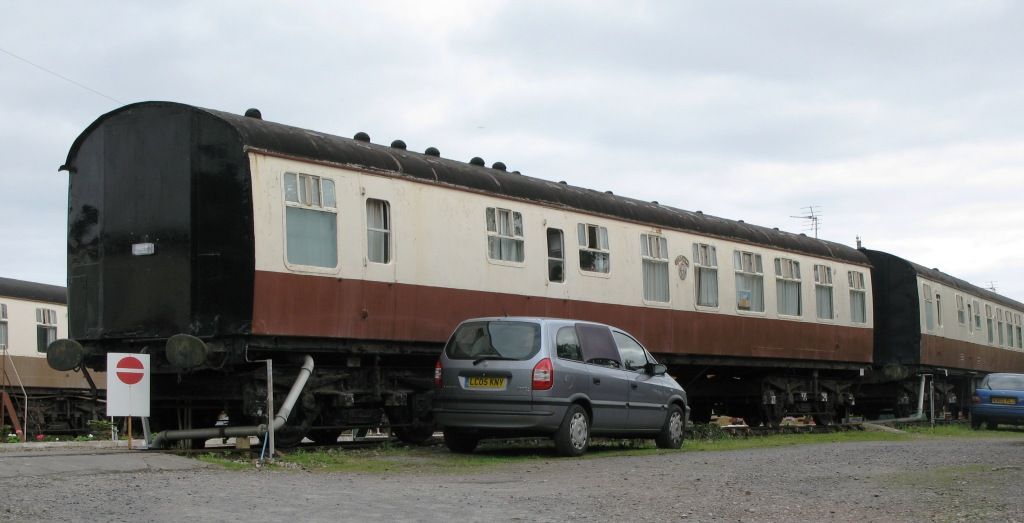
Camping coach, 2009.